# Dennis la Menace

Denis la menace (Dennis the Menace) est un téléfilm américain réalisé par Doug Rogers, sorti en France en VHS et diffusé à la télé. 

## Synopsis
La vie du jeune Dennis Mitchell est bouleversée après avoir trouvé un os de dinosaure dans son jardin, cela attire l'attention d'un célèbre paléontologue.

## Fiche technique
- Titre original : Dennis the Menace
- Titre français : Denis la menace
- Réalisation : Doug Rogers
- Genre : Comédie
- Durée : 118 minutes
- Dates de sortie : 
  -  États-Unis : 11 septembre 1987
  -  France : 9 juin 1992 en VHS, puis passé à la télévision, Toujours inédit en DVD

## Distribution
- Victor DiMattia : Denis Mitchell
- Jim Jansen (VF : Henry Mitchell)
- Patricia Estrin : Alice Mitchell
- William Windom : Mr. George Wilson
- Patsy Garrett : Mrs. Martha Wilson